# 兴隆乡 (盱眙县)
兴隆乡，是中华人民共和国江苏省淮安市盱眙县下辖的一个乡镇级行政单位。

## 行政区划
兴隆乡下辖以下地区：
兴隆乡民国时期驻地陡北村，即原太平乡，上世纪50年代迁至新驻地
红旗村、双河村、化岗村、金陡湖村、陡北村、张庄村、晓庄村、牌坊村、黄庄村、刘岗村和祖窑村。
兴隆乡下辖以下地区：红旗村、双河村、化岗村、金陡湖村、陡北村、张庄村、晓庄村、牌坊村、黄庄村、刘岗村、祖窑村。
历史：兴隆乡民国时期驻地陡北村，即原太平乡，上世纪50年代迁至新驻地